# Братство общей жизни
Братство общей жизни — течение в русле духовно-религиозного движения нового благочестия, достигшего расцвета в Германии и Нидерландах в период так называемой осени Средневековья в первой трети XV века на заре гуманизма. Основывалось на религиозно-философских учениях немецких и нидерландских мистиков.
Первое братство было основано в 1374 году сыном девентерского патриция Гертом Гроте (1340—1384).
Участники движения, «братья общей жизни» (среди которых — Фома Кемпийский), добровольно отказывались от имущества в пользу своей общины и селились сообща, но, в отличие от монахов, не связывали себя монастырскими обетами и продолжали мирской образ жизни. Вслед за мистиками они по-своему трактовали «подражание Христу». Ориентируясь на раннехристианский идеал, они критиковали моральный упадок клира, бесплодность схоластики для практического благочестия и утверждали возможность «праведного пути» христианина на основе благочестивой, нравственно чистой жизни мирян, ведущих привычную повседневную трудовую деятельность.
Основу такой жизни они видели в духовном самосовершенствовании, которое сказывается прежде всего не в словах, а в поступках. Члены общин ухаживали за больными, проявляли большую заботу о воспитании детей, об устройстве латинских школ и городских библиотек, улучшении преподавания, переписке книг, а позже — о книгопечатании. Их уважение к образованности, использование для воспитания «добрых нравов» части античной литературы, ориентация на ранне-христианские идеалы, равно как внимание к духовному саморазвитию, создавали благоприятные условия для восприятия идей гуманизма.
В XVI веке движение стало терять своё значение. После Реформации за школы взялось государство, распространение книгопечатания сделало переписку книг ненужной; проповедь заняла выдающееся место в богослужении. Самые цели, ради которых была основана община, были достигнуты, и поэтому движение «Братства общей жизни» постепенно исчезло со сцены. Всё же немало идей «нового благочестия» со временем было заимствовано Реформацией и католическим посттридентским обновлением.

## Литературы
- Гергардинисты // Энциклопедический словарь Брокгауза и Ефрона : в 86 т. (82 т. и 4 доп.). — СПб., 1892. — Т. VIII. — С. 469.
- Братья общинной жизни // Энциклопедический словарь Брокгауза и Ефрона : в 86 т. (82 т. и 4 доп.). — СПб., 1905. — Т. доп. I. — С. 311.
- Э. П. Л. Братство общей жизни // Православная энциклопедия. — М., 2003. — Т. VI : Бондаренко — Варфоломей Эдесский[англ.]. — С. 215-216. — 752 с. — 39 000 экз. — ISBN 5-89572-010-2.